# 650 v.Chr.
Het jaar 650 v.Chr. is een jaartal volgens de christelijke jaartelling.

## Gebeurtenissen
- ca. 710 – 650 v.Chr.: Lelantijnse Oorlog
- In 650 v.Chr. ontstond het Koninkrijk Illyrië, heersers van deze staat hadden de titel Koning.
- In 650 v.Chr. werd opdracht geven een Apollon- en Poseidontempel te bouwen.
- Tussen 650 en 600 v.Chr. werd het Regolini-Galassi-graf aangelegd.

## Geboren
- circa 650 v.Chr. - Pittakos van Mytilene